# Политехнизација математике
Принцип политехнизације служи за успостављање корелације између математике и природних и друштвених наука, као и корелације између математике и уметности.

## Историјски осврт
Проблем политехнизације математике постављен је први пут на првом конгресу математичара и физичара 1949. године. Касније се о томе причало, саветовало, а настава се полако реорганизовала. 

## Опис проблема
При увођењу политехнизације дошло је до приближавања садржине математичке наставе основним потребама прооизводње и повезивању са природним наукама. То значи да је требало код ученика развити разна знања и новине које су од основне важности у креативном раду. Ученици су морали да се привикну и науче да потпуније и свестраније изучавају законе природе математичким методама уз коришћење математичких таблица, инструмената, цртежа. Задатак геометријског цртања у политхнизованој настави је оспособљавање ученика да примени особине геометријских фигура и конструктивних метода у науци и пракси. Свакако треба истаћи да цртање представља само средство у учењу и настави математике. Ученицима је неопходно и слободно цртање, јер вежба очи и руку, а тако развија смисао за лепоту и склад. Битна измена се десила на конкретним задацима помоћу којих се изводио теоретски део наставе. Сем апстрактних задатака, деца су добијала и добро осмишљене различите задатке из свакодневног живота, из физике, хемије, географије, из разних грана технике и индустрије. Утврђено је да је управо због приближавања математичких задатака стварном животу потребно увођење рачунања са приближним и именованим бројевима. Све то је водило ка развијању моћи запажања ученика и могућности изражавања у правилној математичкој форми. Утврђено је и закључено да су све ове идеје оствариве применом принципа очигледности, скраћивања програма, упрошћавањем и указивањем на доказ, али без строге методике доказивања по Еуклидовој шеми. Тежило се елиминацији свега што нужно води ка формализму. Због свега тога и нови уџбеници су морали да задовоље оно основно у политехнизацији, а то је сажетост, разумљивост и тачност. 

## Циљ политехнизације
Циљ политехнизације је повезивање теорије и праксе што претпоставља већу активност ученика. Математика је требало да се оспособи за мерење разних физичких величина, за мерења у природи, за различита графичка приказивања, за технику рачунања, за логичко повезивање појава у природи и друштву, за јасно и прецизно изражавање.

## Значај и примене политехнизације
Од 1958. године наступила је модернизација математике стварањем научне основе средњошколске математике. У почетку је то било истицање важних делова, који развијају ученички идејни, научни, и друштвени аспект. Затим је утврђена изузетна важност надограђивања новог градива на претходно стеченом знању. Дошло је и до увођења принципа трансформација у геометрији, до спајања планиметрије и стереометрије, развијања графичких метода у алгебри, касније и до увођења структура, скупова, логике, функционалног рамишљања. У циљу побољшања средњошколске математичке наставе формулисане су и друге савремене тенденције: напуштање Еуклидовог правца у геометрији, елементарна геометрија је допуњена основним појмовима нацртне геометрије, модернизација тригонометрије, аксиоматско излагање алгебре, и то још у првим разредима више гимназије, инсистирање на апсрактном мишљењу, коришћење статистичких метода, увођење основних елемената диференцијалног и интегралног рачуна, као и прилагођавање наставе узрасту и тешкоћама ученика.
Такође, кроз разне промене школског система у Србији најзад је постала јасна потребност и неопходност развоја природних наука и математике, јер су оне у тесној вези са животом и све су више биле изражене у односу на физику, астрономију и техничке науке. 
Спознаја важности методе доказивања и закључивања у математици доводи до здравог резоновања у животу, а ширењем сазнања и људске спознаје дошло је до развоја и повезивања наука. На тај начин развијају се интелектуалне способности човека и омогућава успешнији живот у савременом цивилизацијском друштву. У образовном процесу важно је створити мање, више оптималне ситуације које побуђују и омогућавају да се примете, открију и схвате математички појмови, садржаји и методе, као и да се математика повеже са другим наукама. 